# Nathalia Rakotondramanana
Harinelina Nathalia Rakotondramanana (Antananarivo, 1989. január 15. –) női súlyemelő, aki Madagaszkárt képviselte a 2012. évi nyári olimpiai játékokon. Ő a második madagaszkári súlyemelő olimpikon.
Harinelina Nathalia Rakotondramanana 158 centiméter magas és 48 kilogramm.

## Fordítás
Ez a szócikk részben vagy egészben  a   Nathalia Rakotondramanana című angol Wikipédia-szócikk ezen változatának fordításán alapul.  Az eredeti cikk szerkesztőit annak laptörténete sorolja fel. Ez a jelzés csupán a megfogalmazás eredetét és a szerzői jogokat jelzi, nem szolgál a cikkben szereplő információk forrásmegjelöléseként.
1. ↑  sports-reference.com (angol nyelven). (Hozzáférés: 2016. március 15.)
2. 1 2  Olympedia (angol nyelven), 2006